# Урочище біля трьох дубів
Уро́чище бі́ля трьох дубі́в — ландшафтний заказник місцевого значення в Україні. Розташований у межах Звягельського району Житомирської області, на північ від села Суховоля. 
Площа 10,8 га. Статус присвоєно згідно з рішенням 29 сесії облради 7 скликання від 18.12.2019 року № 1791. Перебуває у віданні ДП «Новоград-Волинське досвідне лісомисливське господарство» (Пищівське лісництво, кв. 5, вид. 7; кв. 26 вид. 12). 
Статус присвоєно для збереження частини заболоченої долини річки Кропивня. Заказник розташований серед лісового масиву, де переважають насадження дуба, сосни, берези. 